# Nekrolog 4. Quartal 1952
Nekrolog
◄◄
| ◄
| 1948
| 1949
| 1950
| 1951
| 1952 | 1953 | 1954 | 1955 | 1956 | ► | ►►
1. Quartal |
2. Quartal |
3. Quartal |
4. Quartal 1952
Weitere Ereignisse | Allgemeiner Nekrolog 1952
Die Beschreibung der verstorbenen Person sollte so kurz wie möglich gehalten sein und nur deren signifikante Tätigkeit(en) enthalten.
Neue Namen ggf. auch unter dem Geburts- und Sterbedatum, also etwa unter 1. Januar und im Geburts- und Sterbejahr (2024) eintragen (nur bei entsprechender großer Wichtigkeit). Für Beispiele siehe die schon vorhandenen Artikel.
Außerdem über die fünf zuletzt Verstorbenen, zu denen es einen ausreichend guten Artikel für eine Präsentation auf der Hauptseite gibt, nach der todesbedingten Überarbeitung der Artikel ggf. auch unter Wikipedia Diskussion:Hauptseite informieren und sie am besten auch in den anderen Wikipedia-Sprachversionen eintragen. Tipp: Regelmäßig bei news.google.de nach „ist tot“, „gestorben“ oder „verstorben“ suchen.
Wenn eine Person gestorben ist, gibt es viele Seiten zu dieser Person in der Wikipedia, die davon auch betroffen sind und entsprechend aktualisiert werden müssen. Beispiele: Namenübersichtsseite, Geburtsjahr, Geburtsort-Seiten und viele mehr.
Wie finde ich die betroffenen Seiten?
Im Suchfeld auf der linken Seite gibt man den Suchbegriff so ein: „Vorname Nachname“. Dann klickt man auf Volltext und alle Seiten mit entsprechendem Suchtext werden aufgerufen. Hier sieht man dann schnell, wo auch das Todesjahr Sinn macht oder sogar ein Teil des Artikels angepasst werden muss. Auch hilft das „Werkzeug“ auf der linken Seite sehr gut, um solche Seiten aufzufinden: „Links auf diese Seite“. Somit ist die Wikipedia wieder aktuell in allen Bereichen! Hinweis: bei Eintragung der Kategorie „Gestorben JAHR“ wird der Missbrauchsfilter 49 ausgelöst, was jedoch nicht schlimm ist. Siehe: Spezial:Missbrauchsfilter/49
Dies ist eine Liste von im vierten Quartal 1952 verstorbenen bekannten Persönlichkeiten. Die Einträge erfolgen innerhalb der einzelnen Daten alphabetisch sortiert. Tiere sind im Nekrolog für Tiere zu finden.

## Oktober
| Tag         | Name                                  | Beruf, bekannt als                                                                        | Alter | Beleg |
| ----------- | ------------------------------------- | ----------------------------------------------------------------------------------------- | ----- | ----- |
| 1. Oktober  | Karl Hartenstein                      | evangelischer Missionar                                                                   | 58    |       |
| 1. Oktober  | Eduard Hummelsheim                    | deutscher Mediziner und Hochschullehrer                                                   | 84    |       |
| 1. Oktober  | Bernhard Koerner                      | deutscher Reichspräsidialrat und Genealoge                                                | 77    |       |
| 1. Oktober  | John Langenus                         | belgischer Fußballschiedsrichter                                                          | 60    |       |
| 1. Oktober  | Candido Domenico Moro                 | italienischer Ordensgeistlicher und römisch-katholischer Apostolischer Vikar von Benghazi | 72    |       |
| 1. Oktober  | Alfons Mühlhofer                      | deutscher Schauspieler                                                                    | 45    |       |
| 1. Oktober  | Kurt Zipper                           | deutscher Finanzbeamter und Politiker, MdV                                                | 46    |       |
| 2. Oktober  | Peter Loris                           | banatschwäbischer Kapellmeister und Komponist                                             | 75    |       |
| 2. Oktober  | Max Schlotte                          | deutscher Landgerichtsdirektor und Oberbürgermeister von Plauen                           | 75    |       |
| 3. Oktober  | Paul de Chapeaurouge                  | Hamburger Senator, Mitglied des Parlamentarischen Rates                                   | 75    |       |
| 3. Oktober  | Alfred Neumann                        | deutscher Schriftsteller                                                                  | 56    |       |
| 3. Oktober  | Pierre Schrumpf-Pierron               | elsässischer Kardiologe und zeitweise deutscher Abwehr-Agent                              | 70    |       |
| 3. Oktober  | Hermann Schumacher                    | deutscher Nationalökonom und Hochschullehrer                                              | 84    |       |
| 4. Oktober  | Walther Günther                       | deutscher Pädagoge, Volkswirt und Medienfunktionär                                        | 61    |       |
| 4. Oktober  | Richard Hildmann                      | Politiker und Bürgermeister der Stadt Salzburg                                            | 70    |       |
| 4. Oktober  | Alfons Maria Schneider                | deutscher Christlicher Archäologe und Byzantinist                                         | 56    |       |
| 5. Oktober  | Vincentius Eugenio Bossilkoff         | bulgarischer Bischof von Nicopolis                                                        | 51    |       |
| 5. Oktober  | Laurenz Hugl                          | österreichischer Landtagsabgeordneter, Mitglied des Bundesrates                           | 84    |       |
| 5. Oktober  | Joe Jagersberger                      | österreichisch-amerikanischer Automobilrennfahrer                                         | 68    |       |
| 5. Oktober  | Jola Jobst                            | deutsche Filmschauspielerin                                                               | 38    |       |
| 5. Oktober  | Alexander Pohlmann                    | deutscher Politiker, MdR                                                                  | 87    |       |
| 6. Oktober  | Felix Ascher                          | deutscher Architekt                                                                       | 69    |       |
| 6. Oktober  | Rudolf Brosch                         | österreichischer Fechter                                                                  |       |       |
| 6. Oktober  | Hubertus von Garnier                  | deutscher Gutsbesitzer und Politiker, MdL                                                 | 77    |       |
| 6. Oktober  | Walter Stanley Monroe                 | neufundländischer Politiker und Unternehmer                                               | 81    |       |
| 6. Oktober  | Curt Prickler                         | deutscher Filmproduzent, Produktions- und Herstellungsleiter                              | 67    |       |
| 6. Oktober  | Julius Stobbe                         | deutscher Architekt                                                                       | 72    |       |
| 07. Oktober | Walfrid Hellman                       | schwedischer Sportschütze                                                                 | 68    |       |
| 7. Oktober  | Iwan Kopatsch                         | ukrainischer Autor, Philosoph, Pädagoge, Linguist und Literaturkritiker                   | 82    |       |
| 7. Oktober  | Luigi Volta                           | italienischer Astronom und Asteroidenentdecker                                            | 76    |       |
| 8. Oktober  | Curt Goldmann                         | deutscher Dirigent und Komponist                                                          | 82    |       |
| 8. Oktober  | Anton Pawlowski                       | deutscher Politiker, MdL                                                                  | 54    |       |
| 8. Oktober  | Gustav Roloff                         | deutscher Historiker und Hochschullehrer                                                  | 86    |       |
| 8. Oktober  | Franz Sawicki                         | deutsch-polnischer Theologieprofessor                                                     | 75    |       |
| 9. Oktober  | Franz Gosch                           | Direktor der Universitätsbibliothek Graz                                                  | 68    |       |
| 9. Oktober  | Albert Lorey Groll                    | US-amerikanischer Landschaftsmaler und Radierer                                           | 86    |       |
| 9. Oktober  | Emil Oprecht                          | Schweizer Verleger und Buchhändler                                                        | 57    |       |
| 9. Oktober  | Rupert Rohrhurst                      | deutscher Theologe, Lehrer und Politiker                                                  | 92    |       |
| 9. Oktober  | Armin Tschermak-Seysenegg             | österreichischer Physiologe                                                               | 82    |       |
| 10. Oktober | Rafael Adam i Baiges                  | spanisch-katalanischer Komponist                                                          | 66    |       |
| 10. Oktober | August Adenauer                       | deutscher Jurist                                                                          | 80    |       |
| 10. Oktober | Percy Gray                            | US-amerikanischer tonalistischer Maler                                                    | 83    |       |
| 10. Oktober | Ludwig Mecking                        | deutscher Geograph und Meteorologe                                                        | 73    |       |
| 10. Oktober | Heinrich Sauer                        | deutscher Philosoph                                                                       | 60    |       |
| 10. Oktober | Henri d’Astier de la Vigerie          | französischer Offizier und Widerstandskämpfer                                             | 55    |       |
| 11. Oktober | Jack Conway                           | US-amerikanischer Regisseur, Schauspieler und Filmproduzent                               | 65    |       |
| 11. Oktober | Lech Niemojewski                      | italienisch-polnischer Architekt                                                          | 58    |       |
| 11. Oktober | Peter Schilpp                         | deutscher Politiker, MdL                                                                  | 59    |       |
| 12. Oktober | Alonzo M. Clark                       | US-amerikanischer Politiker (Republikanische Partei)                                      | 84    |       |
| 12. Oktober | Te Puea Hērangi                       | Māori-Frau mit Mana und Anführerin der Kīngitanga-Bewegung                                | 68    |       |
| 12. Oktober | Thaddäus Maria Roth                   | deutscher Dominikaner und katholischer Priester                                           | 54    |       |
| 13. Oktober | Stanley Bacon                         | britischer Ringer                                                                         | 67    |       |
| 13. Oktober | Gaston Baty                           | französischer Regisseur, Dramatiker und Theaterleiter                                     | 67    |       |
| 13. Oktober | Giuseppe Scarpi                       | italienischer Fußballschiedsrichter                                                       | 51    |       |
| 13. Oktober | Gerhard Schultze-Pfaelzer             | deutscher Schriftsteller und politischer Publizist                                        | 61    |       |
| 14. Oktober | Paul Hey                              | deutscher Maler, Illustrator und Grafiker                                                 | 84    |       |
| 14. Oktober | Eduard Köck                           | österreichischer Priester, Oberpfarrer und Monsignore                                     |       |       |
| 14. Oktober | Hugo Lehner                           | Schweizer Militärpatrouillenläufer und Oberleutnant                                       |       |       |
| 14. Oktober | George C. Peery                       | US-amerikanischer Politiker und Gouverneur von Virginia                                   | 78    |       |
| 15. Oktober | Johann Wilhelm Ernst Sommer           | evangelisch-methodistischer Bischof                                                       | 71    |       |
| 15. Oktober | Julius Wirtz                          | deutscher Architekt und Dombaumeister in Trier                                            | 77    |       |
| 16. Oktober | Hans Rudolf Waldburg                  | österreichisch-deutscher Opernsänger, Schauspieler und Opernregisseur                     | 64    |       |
| 16. Oktober | Gertrud Wronka                        | deutsche Lehrerin und Politikerin, MdL                                                    | 70    |       |
| 16. Oktober | Hermann Zillig                        | deutscher Weinbauwissenschaftler                                                          | 59    |       |
| 17. Oktober | Jurgis Alekna                         | litauischer Arzt, Politiker und Vizeminister                                              | 79    |       |
| 17. Oktober | Jaroslav Jarkovský                    | böhmischer Eishockeyspieler                                                               | 64    |       |
| 17. Oktober | Adolf Petters                         | sudetendeutscher Konzert- und Kabarettpianist                                             | 58    |       |
| 17. Oktober | Marcel Sommelet                       | französischer Chemiker                                                                    | 75    |       |
| 17. Oktober | Ernest Vessiot                        | französischer Mathematiker                                                                | 87    |       |
| 18. Oktober | Rudolf zur Bonsen                     | deutscher Verwaltungsjurist und Regierungspräsident                                       | 65    |       |
| 18. Oktober | Karl Czapp                            | k.k. Landesverteidigungsminister und General der österreichisch-ungarischen k.u.k. Armee  | 88    |       |
| 18. Oktober | Walther Fischer                       | deutscher Energiewirtschaftler und Hochschullehrer                                        | 63    |       |
| 18. Oktober | Karl Franke                           | deutscher Typograf                                                                        | 58    |       |
| 18. Oktober | Nathan Levinson                       | US-amerikanischer Tontechniker                                                            | 64    |       |
| 18. Oktober | Francis P. Matthews                   | US-amerikanischer Politiker und Verwaltungsjurist                                         | 65    |       |
| 18. Oktober | Joseph-Mathias Tellier                | kanadischer Jurist und Politiker (Québec)                                                 | 91    |       |
| 19. Oktober | Harry Streett Baldwin                 | US-amerikanischer Politiker                                                               | 58    |       |
| 19. Oktober | Edward Curtis                         | US-amerikanischer Fotograf                                                                | 84    |       |
| 19. Oktober | Doi Bansui                            | japanischer Lyriker und Übersetzer                                                        | 80    |       |
| 19. Oktober | Wladimir Alexandrowitsch Kistjakowski | russischer Chemiker                                                                       | 87    |       |
| 19. Oktober | Waldemar Riemann                      | deutscher Schwimmer                                                                       | 78    |       |
| 19. Oktober | Marie Schloß                          | deutsche Schriftstellerin und Politikerin, MdL                                            | 80    |       |
| 19. Oktober | Jan van der Sluis                     | niederländischer Fußballspieler                                                           | 63    |       |
| 19. Oktober | Ernst Streeruwitz                     | österreichischer Offizier, Industriemanager und Abgeordneter zum Nationalrat              | 78    |       |
| 19. Oktober | Aleksander Wielhorski                 | polnischer Pianist und Komponist                                                          | 61    |       |
| 20. Oktober | Charles Hugh Alison                   | britischer Golfarchitekt                                                                  |       |       |
| 20. Oktober | Edmund Kalb                           | österreichischer Maler                                                                    | 52    |       |
| 20. Oktober | Basil Radford                         | britischer Schauspieler                                                                   | 55    |       |
| 20. Oktober | Michael Rostovtzeff                   | russisch-amerikanischer Althistoriker                                                     | 81    |       |
| 20. Oktober | Rudolf Weynand                        | deutscher Klassischer Philologe, Provinzialrömischer Archäologe und Heimatforscher        | 77    |       |
| 21. Oktober | Jimmy Jewell                          | dänischer Fußballtrainer und -schiedsrichter                                              | 54    |       |
| 21. Oktober | Herbert Karlsson                      | schwedischer Fußballspieler                                                               | 56    |       |
| 21. Oktober | Hans Merensky                         | südafrikanischer Geologe, Umweltschützer und Philanthrop                                  | 81    |       |
| 21. Oktober | Bernard Povel                         | deutscher Politiker, MdB und Industrieller                                                | 55    |       |
| 21. Oktober | Karl Surkamp                          | deutscher Politiker, MdL                                                                  | 69    |       |
| 21. Oktober | Juan Yagüe                            | spanischer General                                                                        | 60    |       |
| 22. Oktober | Ernst Rüdin                           | Schweizer Arzt, Psychiater und Rassenhygieniker                                           | 78    |       |
| 23. Oktober | Fritz Lambert                         | Psychotherapeut                                                                           | 70    |       |
| 23. Oktober | Susan Peters                          | US-amerikanische Filmschauspielerin                                                       | 31    |       |
| 24. Oktober | Gustav Bratke                         | Bürgermeister von Hannover                                                                | 74    |       |
| 24. Oktober | Anton Debeljak                        | jugoslawischer Lyriker, Journalist und Übersetzer                                         | 64    |       |
| 24. Oktober | Judy Guinness                         | britische Fechterin                                                                       | 42    |       |
| 24. Oktober | Frederick Jacobi                      | US-amerikanischer Komponist Klassischer Musik                                             | 61    |       |
| 24. Oktober | Kurt Prüfer                           | deutscher Ingenieur                                                                       | 61    |       |
| 25. Oktober | Sergei Eduardowitsch Bortkiewicz      | russischer Pianist und Komponist                                                          | 75    |       |
| 25. Oktober | Ernst Gaber                           | deutscher Bauingenieur                                                                    | 71    |       |
| 25. Oktober | C. P. H. Gilbert                      | US-amerikanischer Architekt                                                               | 91    |       |
| 25. Oktober | Vincenzo Lanfranchi                   | italienischer Radsportler, Motorradrennfahrer und Unternehmer                             | 77    |       |
| 25. Oktober | Hermann Mau                           | deutscher Historiker                                                                      | 39    |       |
| 26. Oktober | Harald Berkowitz                      | deutscher Arzt in Hannover, England und Indien                                            | 56    |       |
| 26. Oktober | Myrtle McAteer                        | US-amerikanische Tennisspielerin                                                          | 74    |       |
| 26. Oktober | Hattie McDaniel                       | US-amerikanische Schauspielerin                                                           | 59    |       |
| 27. Oktober | Harold Rawdon Briggs                  | britischer Offizier der Britisch-Indischen Armee                                          | 58    |       |
| 27. Oktober | Ludwig Fahrenkrog                     | deutscher Dichter und Maler                                                               | 85    |       |
| 27. Oktober | Jiří Frejka                           | tschechoslowakischer Regisseur und Theatertheoretiker                                     | 48    |       |
| 27. Oktober | József Nagy                           | ungarischer Sprinter und Mittelstreckenläufer                                             | 68    |       |
| 27. Oktober | Michael Maria Rabenlechner            | österreichischer Literaturhistoriker, Lyriker und Gymnasiallehrer                         | 84    |       |
| 28. Oktober | Franz Bartschat                       | deutscher Politiker, MdR                                                                  | 80    |       |
| 28. Oktober | Karl Döppel                           | deutscher Ringer                                                                          | 62    |       |
| 28. Oktober | Billy Hughes                          | australischer Politiker und Premierminister                                               | 90    |       |
| 28. Oktober | Robert M. Switzer                     | US-amerikanischer Politiker                                                               | 89    |       |
| 29. Oktober | Rudolf von Pommer-Esche               | deutscher Verwaltungsjurist                                                               | 80    |       |
| 29. Oktober | Armin Reumann                         | deutscher Maler, Grafiker und Bildhauer                                                   | 63    |       |
| 29. Oktober | Sepp Straffner                        | österreichischer Politiker, Landtagsabgeordneter                                          | 77    |       |
| 30. Oktober | Gaston Bazile                         | französischer Politiker, Mitglied der Nationalversammlung                                 | 69    |       |
| 30. Oktober | Erich Grube                           | deutscher Landschafts-, Porträt- und Blumenmaler                                          | 62    |       |
| 30. Oktober | Josef Heu                             | österreichischer Bildhauer                                                                | 76    |       |
| 31. Oktober | Alexander Alexandrowitsch Andronow    | sowjetischer Physiker und Mitglied der sowjetischen Akademie der Wissenschaften           | 51    |       |
| 31. Oktober | Adolf Chybiński                       | polnischer Musikwissenschaftler, -ethnologe und -pädagoge                                 | 72    |       |
| 31. Oktober | Kubota Tadahiko                       | japanischer Mathematiker                                                                  | 67    |       |

## November
| Tag          | Name                            | Beruf, bekannt als                                                                                              | Alter | Beleg |
| ------------ | ------------------------------- | --- | ----- | ----- |
| 1. November  | Friedrich Alverdes              | deutscher Zoologe und Psychologe                                                                                | 63    |       |
| 1. November  | Adolf Enge                      | österreichischer Politiker                                                                                      | 67    |       |
| 1. November  | Dixie Lee                       | US-amerikanische Schauspielerin und Jazzsängerin                                                                | 40    |       |
| 1. November  | Louis E. Miller                 | US-amerikanischer Politiker                                                                                     | 53    |       |
| 2. November  | Henry Edwards                   | britischer Schauspieler und Regisseur                                                                           | 69    |       |
| 2. November  | Máire O’Neill                   | irische Theater- und Filmschauspielerin                                                                         | 67    |       |
| 3. November  | Eugène Corbin                   | französischer Unternehmer und Kunstmäzen                                                                        | 85    |       |
| 3. November  | Albert Feuillerat               | französischer Anglist, Romanist und Literaturwissenschaftler                                                    | 78    |       |
| 4. November  | Max Adler                       | US-amerikanischer Geiger, Geschäftsmann und Philanthrop                                                         | 86    |       |
| 4. November  | Edmund Nelson Carpenter         | US-amerikanischer Politiker                                                                                     | 87    |       |
| 4. November  | Joseph Lecacheux                | französischer Politiker                                                                                         | 72    |       |
| 4. November  | Sándor Pósta                    | ungarischer Fechter                                                                                             | 64    |       |
| 4. November  | Arthur Schmidt-Elskop           | deutscher Diplomat                                                                                              | 77    |       |
| 4. November  | Oskar Eberhard Ulbrich          | deutscher Botaniker und Mykologe                                                                                | 73    |       |
| 5. November  | Joseph James                    | US-amerikanischer Automobilrennfahrer                                                                           | 27    |       |
| 5. November  | Otto Mayr                       | österreichischer Politiker (CSP), Abgeordneter zum Nationalrat                                                  | 68    |       |
| 5. November  | Karl Ott                        | deutscher Pädagoge und Politiker                                                                                | 79    |       |
| 5. November  | Allan Potts                     | US-amerikanischer Eisschnellläufer                                                                              | 48    |       |
| 6. November  | Charles Casey                   | irischer Jurist, Generalstaatsanwalt und Richter                                                                | 57    |       |
| 6. November  | Dietrich von Criegern           | deutscher Generalleutnant                                                                                       | 65    |       |
| 6. November  | Adolph J. Sabath                | US-amerikanischer Politiker                                                                                     | 86    |       |
| 6. November  | Friedrich Sprater               | deutscher Prähistoriker                                                                                         | 68    |       |
| 6. November  | Elise Troschel                  | deutscher Ärztin                                                                                                | 83    |       |
| 7. November  | Friedrich Brehmer               | deutscher Fregattenkapitän der Kaiserlichen Marine, Generalkonsul für Deutschland der Union von Südafrika, T... | 79    |       |
| 7. November  | Georges Mys                     | belgischer Ruderer                                                                                              | 72    |       |
| 7. November  | Georg Resch                     | österreichischer Politiker, Mitglied des Bundesrates                                                            | 60    |       |
| 7. November  | Cesare Rossi                    | italienischer Ruderer                                                                                           | 47    |       |
| 7. November  | George Ross Smith               | US-amerikanischer Politiker                                                                                     | 88    |       |
| 8. November  | Friedrich Dannenmann            | deutscher Bauwerkmeister                                                                                        | 88    |       |
| 8. November  | Gino Fano                       | italienischer Mathematiker                                                                                      | 81    |       |
| 8. November  | Harold Adams Innis              | kanadischer Ökonom und Autor, Professor für politische Ökonomie                                                 | 58    |       |
| 8. November  | Willy Marschler                 | deutscher Politiker, MdR                                                                                        | 59    |       |
| 8. November  | Wilhelm Müller-Lenhartz         | deutscher Agrarwissenschaftler und Politiker, MdR                                                               | 79    |       |
| 8. November  | Georg Hermann Nellius           | deutscher Komponist und Musikdirektor                                                                           | 61    |       |
| 8. November  | Johann Ossanna                  | deutsch-italienischer Elektrotechniker                                                                          | 82    |       |
| 8. November  | Otto Schumann                   | SS-Gruppenführer und Polizeigeneral                                                                             | 66    |       |
| 9. November  | Chaim Weizmann                  | erster Präsident Israels                                                                                        | 77    |       |
| 10. November | Otto Appel                      | deutscher Phytomediziner                                                                                        | 85    |       |
| 10. November | Fred N. Cummings                | US-amerikanischer Politiker                                                                                     | 88    |       |
| 10. November | Kurt Knoblauch                  | SS-Obergruppenführer und General der Waffen-SS                                                                  | 66    |       |
| 10. November | Wilhelm Wallisch                | österreichischer Zahnmediziner                                                                                  | 90    |       |
| 12. November | Georg Halter                    | deutscher Bauingenieur                                                                                          | 68    |       |
| 12. November | Aleksandar Lifka                | jugoslawischer Filmemacher mit tschechischen Wurzeln                                                            |       |       |
| 12. November | Yrjö Lindegren                  | finnischer Architekt                                                                                            | 52    |       |
| 12. November | Theo Wiederspahn                | Architekt, Ingenieur und Bauunternehmer                                                                         | 74    |       |
| 13. November | Hans Schachinger                | österreichischer Maler                                                                                          | 64    |       |
| 13. November | George Stadel                   | US-amerikanischer Tennisspieler                                                                                 | 71    |       |
| 14. November | Joachim Duckart                 | deutscher SS-Führer                                                                                             | 54    |       |
| 15. November | Heinrich Bohnens                | deutscher Schuhmacher und Politiker, MdR                                                                        | 61    |       |
| 15. November | Wassyl Krytschewskyj            | ukrainischer Kunstwissenschaftler, Maler und Architekt                                                          | 79    |       |
| 15. November | Perry Duke Maxwell              | US-amerikanischer Golfarchitekt                                                                                 | 73    |       |
| 15. November | Ludwig Sieger                   | preußischer General der Artillerie im Ersten Weltkrieg                                                          | 95    |       |
| 16. November | Georges Berger                  | französischer Turner                                                                                            | 55    |       |
| 16. November | Eino Kenttä                     | finnischer Leichtathlet                                                                                         | 46    |       |
| 16. November | Salome Kruschelnytska           | ukrainische klassische Sängerin                                                                                 | 80    |       |
| 16. November | Eugen Lerch                     | deutscher Romanist und Sprachwissenschaftler                                                                    | 63    |       |
| 16. November | Paul Lorenz                     | saarländischer Politiker                                                                                        | 56    |       |
| 16. November | Charles Maurras                 | französischer Schriftsteller und politischer Publizist                                                          | 84    |       |
| 16. November | Walter Müller                   | deutscher Klassischer Archäologe                                                                                | 75    |       |
| 16. November | Gottfried Ney                   | deutscher Diplomat                                                                                              | 78    |       |
| 16. November | Jesús T. Piñero                 | puerto-ricanischer Politiker                                                                                    | 55    |       |
| 17. November | Franz John                      | deutscher Fußballfunktionär und Fotograf                                                                        | 80    |       |
| 17. November | Paul Löffler                    | deutscher Architekt                                                                                             | 66    |       |
| 17. November | Christian Nielsen               | dänischer Segler                                                                                                | 79    |       |
| 17. November | J. Howard Swick                 | US-amerikanischer Politiker                                                                                     | 73    |       |
| 18. November | Ferdinand Bac                   | französischer Maler, Karikaturist, Schriftsteller und Landschaftsgestalter                                      | 93    |       |
| 18. November | Emil Birron                     | deutscher Schauspieler                                                                                          | 74    |       |
| 18. November | Paul Éluard                     | französischer Dichter des Surrealismus                                                                          | 56    |       |
| 18. November | Gustav Glück                    | österreichischer Kunsthistoriker                                                                                | 81    |       |
| 18. November | A. Harry Moore                  | US-amerikanischer Politiker                                                                                     | 73    |       |
| 18. November | Dutch Speck                     | US-amerikanischer American-Football-Spieler                                                                     | 66    |       |
| 19. November | Robert Bredaz                   | Schweizer Politiker                                                                                             | 59    |       |
| 19. November | Fritz Lange                     | deutscher Arzt und Orthopäde                                                                                    | 88    |       |
| 19. November | Juri Wladimirowitsch Lomonossow | russischer Eisenbahnpionier                                                                                     | 76    |       |
| 19. November | Ernst Poseck                    | deutscher Schriftsteller                                                                                        | 59    |       |
| 19. November | Franz Xaver Weigl               | deutscher Pädagoge                                                                                              | 74    |       |
| 20. November | Kurt Bergström                  | schwedischer Segler                                                                                             | 64    |       |
| 20. November | Edwin Grant Conklin             | US-amerikanischer Entwicklungsbiologe                                                                           | 88    |       |
| 20. November | Benedetto Croce                 | italienischer Philosoph, Historiker und Politiker                                                               | 86    |       |
| 20. November | Paul Goerz                      | deutscher Techniker und Manager                                                                                 | 56    |       |
| 20. November | Mal Hallett                     | US-amerikanischer Jazz-Violinist und Bigband-Leader                                                             |       |       |
| 20. November | Frank H. Lee                    | US-amerikanischer Politiker                                                                                     | 79    |       |
| 20. November | Eugen Munder                    | deutscher NSDAP-Gauleiter                                                                                       | 53    |       |
| 20. November | Jock Porter                     | britischer Motorradrennfahrer, Unternehmer und Motorradkonstrukteur                                             | 58    |       |
| 20. November | Samuel Robison                  | US-amerikanischer Admiral; Oberbefehlshaber der US-Flotte                                                       | 85    |       |
| 20. November | Karl Martell Wild               | deutscher Ingenieurwissenschaftler                                                                              | 70    |       |
| 21. November | Henriette Roland Holst          | niederländische Lyrikerin und Politikerin                                                                       | 82    |       |
| 21. November | Gustav Sabath                   | deutscher sozialdemokratischer Politiker und Gewerkschafter                                                     | 89    |       |
| 21. November | Agnes Schmidt                   | kommunistische Politikerin                                                                                      | 77    |       |
| 21. November | Martin Treu                     | deutscher Politiker, Oberbürgermeister von Nürnberg                                                             | 80    |       |
| 21. November | William D. Upshaw               | US-amerikanischer Politiker                                                                                     | 86    |       |
| 22. November | Charles Benedict                | US-amerikanischer Sportschütze                                                                                  | 85    |       |
| 22. November | George Cornet                   | britischer Wasserballspieler                                                                                    | 75    |       |
| 22. November | Otto Dietrich                   | deutscher Reichspressechef der NSDAP                                                                            | 55    |       |
| 22. November | Fouad Bey Hamza                 | saudi-arabischer Diplomat                                                                                       |       |       |
| 22. November | Ted Morgan                      | neuseeländischer Boxer                                                                                          | 46    |       |
| 22. November | Ladislaus Pilars de Pilar       | polnisch-deutscher Dichter und Industrieller                                                                    | 78    |       |
| 22. November | Oskar Weski                     | deutscher Arzt und Zahnarzt                                                                                     | 73    |       |
| 23. November | Brun Campbell                   | US-amerikanischer Jazzpianist                                                                                   | 69    |       |
| 23. November | Axel Kristensen                 | dänischer Sportschütze                                                                                          | 79    |       |
| 23. November | Ernst Kuhnert                   | deutscher Bibliothekar und Archäologe                                                                           | 90    |       |
| 23. November | Fred Moore                      | US-amerikanischer Trickfilmzeichner                                                                             | 41    |       |
| 23. November | Albert van Raalte               | niederländischer Dirigent                                                                                       | 62    |       |
| 23. November | Piet van der Wolk               | niederländischer Fußballspieler                                                                                 | 60    |       |
| 24. November | Joseph-Marie Canivez            | belgischer Mönch und Historiker                                                                                 | 74    |       |
| 24. November | Hidde Klaas Schrage             | niederländischer Maschinenbau-Ingenieur                                                                         | 69    |       |
| 25. November | Katherine Furse                 | britische Krankenschwester und Militärperson                                                                    | 77    |       |
| 25. November | Antonio Guarnieri               | italienischer Dirigent, Violoncellist und Komponist                                                             | 72    |       |
| 25. November | Edward Vermilye Huntington      | US-amerikanischer Mathematiker und Physiker                                                                     | 78    |       |
| 25. November | Konrad Lübeck                   | deutscher katholischer Pfarrer, Kirchenhistoriker, Lehrer und Heimatforscher                                    | 79    |       |
| 25. November | Julien-Fernand Vaubourgoin      | französischer Organist, Komponist und Musikpädagoge                                                             | 71    |       |
| 26. November | Robert Albert                   | deutscher Forstwissenschaftler in Eberswalde                                                                    | 83    |       |
| 26. November | Sven Hedin                      | schwedischer Geograph, Topograf und Illustrator                                                                 | 87    |       |
| 26. November | Louis Marlio                    | französischer Industrieller, Fachautor und Politiker                                                            | 74    |       |
| 27. November | Karl Beckurts                   | deutscher Manager                                                                                               | 58    |       |
| 27. November | Johann Böhm                     | böhmisch-deutscher Chemiker                                                                                     | 57    |       |
| 27. November | José Eibenschütz                | deutscher Dirigent                                                                                              | 80    |       |
| 27. November | Abel Lefranc                    | französischer Historiker, Romanist und Literaturwissenschaftler                                                 | 89    |       |
| 27. November | Emil Möhrlin                    | baden-württembergischer Unternehmer und Politiker                                                               | 69    |       |
| 27. November | Richard von Schaewen            | deutscher Ministerialbeamter                                                                                    | 83    |       |
| 27. November | Albert Schulte                  | hessischer Landtagsabgeordneter Volksstaat Hessen                                                               | 75    |       |
| 27. November | Franz Baermann Steiner          | böhmischer Ethnologe und Dichter                                                                                | 43    |       |
| 27. November | Robert Waley Cohen              | britischer Chemiker                                                                                             | 75    |       |
| 28. November | Walo Burkart                    | Schweizer Förster und Archäologe                                                                                | 65    |       |
| 28. November | Elena von Montenegro            | Königin von Italien                                                                                             | 79    |       |
| 28. November | Ota Wicaz                       | sorbischer Literatur- und Kulturhistoriker, Autor                                                               | 78    |       |
| 29. November | Horst W. Baerensprung           | deutscher Polizeipräsident von Braunschweig                                                                     | 59    |       |
| 29. November | Wladimir Nikolajewitsch Ipatjew | russischer Chemiker                                                                                             | 85    |       |
| 29. November | Karl Rechinger                  | österreichischer Botaniker                                                                                      | 85    |       |
| 29. November | John A. Widtsoe                 | Apostel der Kirche Jesu Christi der Heiligen der Letzten Tage                                                   | 80    |       |
| 30. November | Elizabeth Kenny                 | australische Krankenschwester                                                                                   | 72    |       |
| 30. November | Alan Noble                      | englischer Hockeyspieler                                                                                        | 67    |       |
| 30. November | Joan Rubió                      | katalanischer Architekt des Modernisme                                                                          | 82    |       |

## Dezember
| Tag          | Name                                   | Beruf, bekannt als                                                                            | Alter | Beleg |
| ------------ | -------------------------------------- | --------------------------------------------------------------------------------------------- | ----- | ----- |
| 1. Dezember  | Edward James Gay                       | US-amerikanischer Politiker                                                                   | 74    |       |
| 1. Dezember  | Erich Freiherr von Guttenberg          | deutscher Historiker                                                                          | 64    |       |
| 1. Dezember  | Walter Kriege                          | deutscher Jurist                                                                              | 61    |       |
| 1. Dezember  | Vittorio Emanuele Orlando              | italienischer Politiker, Mitglied der Camera dei deputati                                     | 92    |       |
| 1. Dezember  | Wilhelm Speyer                         | deutscher Schriftsteller                                                                      | 65    |       |
| 2. Dezember  | Arnaldo Andreoli                       | italienischer Turner                                                                          | 59    |       |
| 2. Dezember  | Otto Pratje                            | deutscher Geologe, Ozeanograph und Paläontologe                                               | 62    |       |
| 2. Dezember  | Stephan Schneider                      | österreichischer Landwirt und Politiker, MdL                                                  | 74    |       |
| 3. Dezember  | Vladimír Clementis                     | slowakischer Schriftsteller und Politiker                                                     | 50    |       |
| 3. Dezember  | Josef Frank                            | stellvertretender Generalsekretär der Kommunistischen Partei der Tschechoslowakei             | 43    |       |
| 3. Dezember  | Ludvík Frejka                          | tschechischer Politiker und Publizist                                                         | 48    |       |
| 3. Dezember  | Georg Engelbert Graf                   | deutscher Dozent und Politiker, MdR                                                           | 71    |       |
| 3. Dezember  | Walter Granzow                         | deutscher Landwirt, Gutsbesitzer und Politiker, MdR                                           | 65    |       |
| 3. Dezember  | Otto Katz                              | tschechoslowakischer Agent                                                                    | 57    |       |
| 3. Dezember  | Hanns Kreutz                           | deutscher Pflanzenbauwissenschaftler                                                          | 60    |       |
| 3. Dezember  | Rudolf Margolius                       | tschechischer Politiker                                                                       | 39    |       |
| 3. Dezember  | Rudolf Slánský                         | tschechischer Politiker, Generalsekretär der Kommunistischen Partei der Tschechoslowakei      | 51    |       |
| 4. Dezember  | Giuseppe Antonio Borgese               | italienischer Kritiker und Schriftsteller                                                     | 70    |       |
| 4. Dezember  | Gilbert Dennison Harris                | US-amerikanischer Paläontologe                                                                | 88    |       |
| 4. Dezember  | Karen Horney                           | deutsch-US-amerikanische Psychoanalytikerin und Autorin                                       | 67    |       |
| 4. Dezember  | Torsten Ludvig Thunberg                | schwedischer Physiologe und Biochemiker                                                       | 79    |       |
| 5. Dezember  | Farhat Hached                          | tunesischer Gewerkschafter                                                                    | 38    |       |
| 5. Dezember  | Georg Hengstberger                     | württembergischer Jurist und Politiker                                                        | 68    |       |
| 5. Dezember  | Einar Hoidale                          | US-amerikanischer Politiker                                                                   | 82    |       |
| 5. Dezember  | Imre Waldbauer                         | ungarischer Geiger und Musikpädagoge                                                          | 60    |       |
| 6. Dezember  | Francisco de Borbón y de la Torre      | spanischer Adliger und Offizier                                                               | 70    |       |
| 6. Dezember  | Giovanni Goccione                      | italienischer Fußballspieler                                                                  | 69    |       |
| 6. Dezember  | Karl Lautenschlager                    | deutscher Politiker, Oberbürgermeister von Stuttgart                                          | 84    |       |
| 6. Dezember  | Nakai Takenoshin                       | japanischer Botaniker                                                                         | 70    |       |
| 6. Dezember  | János Scheffler                        | Bischof der römisch-katholischen Kirche von Oradea Mare und Satu Mare                         | 65    |       |
| 6. Dezember  | Jakob Sporrenberg                      | SS- und Polizeiführer, Organisator der Aktion Erntefest                                       | 50    |       |
| 7. Dezember  | Helmut Augustin                        | evangelischer Geistlicher und Mitglied der Bekennenden Kirche                                 | 40    |       |
| 7. Dezember  | Elisabeth Eberhardt                    | deutsche Politikerin                                                                          | 67    |       |
| 7. Dezember  | Johann Friedrich Fröhling              | deutscher Politiker, MdR                                                                      | 74    |       |
| 7. Dezember  | Heinrich Fründ                         | deutscher Chirurg                                                                             | 71    |       |
| 7. Dezember  | Rudolf Girtler                         | österreichischer Bauingenieur und Hochschullehrer                                             | 75    |       |
| 7. Dezember  | Philip Langstaffe Ord Guy              | britischer Offizier und Archäologe                                                            | 67    |       |
| 7. Dezember  | Forest Ray Moulton                     | US-amerikanischer Astronom und Wissenschaftsorganisator                                       | 80    |       |
| 8. Dezember  | Warren Booth Burrows                   | US-amerikanischer Jurist und Politiker                                                        | 75    |       |
| 8. Dezember  | Arthur Dahlke                          | deutscher Politiker, Informant des Ostbüros der SPD                                           | 65    |       |
| 8. Dezember  | Hugo Henkel                            | deutscher Industrieller                                                                       | 71    |       |
| 8. Dezember  | Carl Albert Lange                      | deutscher Schriftsteller und Journalist                                                       | 60    |       |
| 8. Dezember  | Charles Lightoller                     | britischer Seemann und zweiter Offizier der Titanic                                           | 78    |       |
| 8. Dezember  | Pedro Sinzig                           | brasilianischer Schriftsteller, Journalist und Komponist                                      | 76    |       |
| 8. Dezember  | Alois Tichy                            | deutscher Diplomat                                                                            | 46    |       |
| 9. Dezember  | Alois Šmolík                           | tschechoslowakischer Flugzeugkonstrukteur                                                     | 59    |       |
| 10. Dezember | Roman Boos                             | Schweizer Jurist, Sozialwissenschaftler, Anthroposoph und Schriftsteller                      | 63    |       |
| 10. Dezember | James J. Connolly                      | US-amerikanischer Politiker                                                                   | 71    |       |
| 10. Dezember | Hans-Otto Philipp                      | deutscher Fregattenkapitän der Kriegsmarine und Verbandsfunktionär                            | 54    |       |
| 11. Dezember | Gaspard Delpy                          | französischer Romanist und Hispanist                                                          | 64    |       |
| 11. Dezember | Adalbert Hämel                         | deutscher Romanist und Hispanist                                                              | 67    |       |
| 11. Dezember | Jean Rapenne                           | französischer Kolonialbeamter                                                                 | 51    |       |
| 11. Dezember | Henri Sydler                           | Schweizer Fußballspieler                                                                      |       |       |
| 12. Dezember | Larry Aurie                            | kanadischer Eishockeyspieler                                                                  | 47    |       |
| 12. Dezember | Billy Cook                             | US-amerikanischer Serienmörder                                                                | 23    |       |
| 12. Dezember | Bedrich Hrozný                         | tschechischer Sprachwissenschaftler und Orientalist                                           | 73    |       |
| 12. Dezember | Martin Kopp                            | deutscher Filmproduzent                                                                       |       |       |
| 12. Dezember | Max Laeuger                            | deutscher bildender Künstler                                                                  | 88    |       |
| 12. Dezember | Karl Mutter                            | Landschaftsmaler                                                                              | 83    |       |
| 14. Dezember | Josef Klein                            | deutscher Volkswirt, Fußballfunktionär und Politiker, MdR                                     | 62    |       |
| 14. Dezember | Teixeira de Pascoaes                   | portugiesischer Dichter und Mystiker                                                          | 75    |       |
| 14. Dezember | Fartein Valen                          | norwegischer Komponist                                                                        | 65    |       |
| 15. Dezember | William Goscombe John                  | walisischer Bildhauer und Medailleur                                                          | 92    |       |
| 15. Dezember | Max René Hesse                         | deutscher Arzt und Schriftsteller                                                             | 75    |       |
| 15. Dezember | Robert Hiecke                          | deutscher Denkmalpfleger                                                                      | 76    |       |
| 15. Dezember | Josef Höbarth                          | niederösterreichischer Heimatforscher und Museumsgründer                                      | 61    |       |
| 15. Dezember | Emmanuel Boleslaus Ledvina             | US-amerikanischer Geistlicher, Bischof von Corpus Christi                                     | 84    |       |
| 15. Dezember | Johan Willem van Oorschot              | niederländischer Offizier                                                                     | 77    |       |
| 15. Dezember | Hermann Schurhammer                    | deutscher Ingenieur, Baurat und Naturschutzbeauftragter                                       | 71    |       |
| 15. Dezember | Karol Šmidke                           | slowakischer Politiker                                                                        | 55    |       |
| 16. Dezember | Georg Bauer                            | deutscher Ingenieur und Eisenbahnmanager                                                      | 66    |       |
| 16. Dezember | Robert Best                            | US-amerikanischer Journalist und Radiopropagandist des Großdeutschen Rundfunks                | 56    |       |
| 16. Dezember | Harry Losee                            | US-amerikanischer Choreograf                                                                  | 51    |       |
| 16. Dezember | Ernst Norlind                          | schwedischer Maler und Schriftsteller                                                         | 75    |       |
| 16. Dezember | Johannes Wienholtz                     | deutscher Politiker, MdL                                                                      | 88    |       |
| 17. Dezember | Mina Pâslaru                           | rumänische Sängerin und Schauspielerin                                                        |       |       |
| 18. Dezember | Otto Freise                            | deutscher Fabrikdirektor                                                                      | 80    |       |
| 18. Dezember | Vilhelm Gylche                         | dänischer Geher                                                                               | 64    |       |
| 18. Dezember | Franz Kolbrand                         | deutscher Graphiker, Kunstgewerbler, Plakatkünstler und vor allem Buchillustrator             | 60    |       |
| 18. Dezember | Charles-Gustave Kuhn                   | Schweizer Springreiter                                                                        | 63    |       |
| 18. Dezember | Ernst Mayer                            | deutscher Politiker, MdB                                                                      | 51    |       |
| 18. Dezember | Max Mehler                             | deutscher Fabrikant                                                                           | 78    |       |
| 18. Dezember | Ferdinand Seeboeck                     | österreichischer Bildhauer                                                                    | 88    |       |
| 18. Dezember | Ernst Freiherr Stromer von Reichenbach | deutscher Paläontologe                                                                        | 81    |       |
| 19. Dezember | Pehr G. Holmes                         | US-amerikanischer Politiker                                                                   | 71    |       |
| 19. Dezember | Walter Jenson                          | deutscher Musiker, Komponist und Arrangeur                                                    | 50    |       |
| 19. Dezember | Otto Szász                             | ungarischer Mathematiker                                                                      | 68    |       |
| 20. Dezember | Hans Damrau                            | deutscher Jurist und NS-Funktionär                                                            | 50    |       |
| 20. Dezember | Fritz Förderer                         | deutscher Fußballspieler                                                                      | 64    |       |
| 20. Dezember | Friedrich Hirth                        | österreichisch-französischer Germanist, Romanist und Komparatist                              | 74    |       |
| 20. Dezember | Heinrich Lilienfein                    | deutscher Autor und Generalsekretär der Deutschen Schillerstiftung                            | 73    |       |
| 20. Dezember | Ivan Olbracht                          | tschechischer Schriftsteller, Publizist, Journalist und Übersetzer deutscher Prosa            | 70    |       |
| 20. Dezember | Elisabeth Wolff-Zimmermann             | deutsche Malerin und Grafikerin                                                               | 76    |       |
| 21. Dezember | Walter von Brunn                       | deutscher Chirurg und Medizinhistoriker                                                       | 76    |       |
| 21. Dezember | Kenneth Edwards                        | US-amerikanischer Golfspieler                                                                 | 66    |       |
| 21. Dezember | Edgar Allison Peers                    | britischer Romanist und Hispanist                                                             | 61    |       |
| 21. Dezember | Otto Söffing                           | deutscher Zeitungsredakteur                                                                   | 77    |       |
| 21. Dezember | Georg Vogelsang                        | bayerischer Volksschauspieler                                                                 | 69    |       |
| 22. Dezember | Vincas Bacevičius                      | litauischer Musikpädagoge, Pianist, Dirigent und Komponist                                    | 77    |       |
| 22. Dezember | Franz Geppert                          | deutscher Historiker                                                                          | 78    |       |
| 22. Dezember | Werner Grundahl Hansen                 | dänischer Radrennfahrer                                                                       | 38    |       |
| 22. Dezember | Jenny Pohlner                          | österreichische Sängerin                                                                      | 84    |       |
| 22. Dezember | Hans-Henning von Pressentin            | Stahlhelm Politiker, Hamburger Senator                                                        | 62    |       |
| 23. Dezember | Marjorie Bowen                         | englische Schriftstellerin                                                                    | 67    |       |
| 23. Dezember | Eli Heckscher                          | schwedischer Wirtschaftshistoriker                                                            | 73    |       |
| 23. Dezember | Wassili Jakowlewitsch Jeroschenko      | russischer Schriftsteller und Esperantist                                                     | 62    |       |
| 23. Dezember | Bruno Leuzinger                        | Schweizer Eishockeyspieler                                                                    | 66    |       |
| 24. Dezember | Carl Albrecht                          | deutscher Baumwollkaufmann                                                                    | 77    |       |
| 24. Dezember | Edward E. Cox                          | US-amerikanischer Politiker                                                                   | 72    |       |
| 24. Dezember | Fedor Haenisch                         | deutscher Röntgenologe und Hochschullehrer                                                    | 78    |       |
| 24. Dezember | Moses Häusler                          | österreichischer Fußballspieler                                                               | 51    |       |
| 24. Dezember | Anton Johanson                         | schwedischer Fußballspieler und -funktionär                                                   | 75    |       |
| 24. Dezember | Herbert Preisker                       | deutscher Theologe                                                                            | 64    |       |
| 24. Dezember | Ivo Zeiger                             | deutscher römisch-katholischer Theologe                                                       | 54    |       |
| 25. Dezember | Meredith Gwynne Evans                  | britischer Chemiker                                                                           | 48    |       |
| 25. Dezember | Jo Knümann                             | deutscher Pianist und Komponist von Unterhaltungsmusik                                        | 57    |       |
| 25. Dezember | Hans Krückeberg                        | deutscher Bildhauer                                                                           | 74    |       |
| 25. Dezember | Margrethe Mather                       | US-amerikanische Fotografin                                                                   | 66    |       |
| 25. Dezember | Bernardino Molinari                    | italienischer Dirigent                                                                        | 72    |       |
| 25. Dezember | Herman Sörgel                          | deutscher Architekt                                                                           | 67    |       |
| 26. Dezember | Paul Breisach                          | österreichisch-amerikanischer Dirigent                                                        | 56    |       |
| 26. Dezember | Otto Heinig                            | deutscher Politiker, Widerstandskämpfer                                                       | 54    |       |
| 27. Dezember | Ludwig Boegl                           | deutscher Ingenieur, Stadtoberbaurat von Erfurt (1920–1952)                                   | 72    |       |
| 27. Dezember | Horst Caspar                           | deutscher Bühnen- und Filmschauspieler                                                        | 39    |       |
| 27. Dezember | Carl Credé                             | deutscher Arzt und Schriftsteller                                                             | 74    |       |
| 27. Dezember | Sophie Grünfeld                        | österreichisch-jüdische Vereinsfunktionärin und Philanthropin                                 | 96    |       |
| 27. Dezember | Claude Hudson                          | US-amerikanischer Chemiker                                                                    | 71    |       |
| 27. Dezember | Wilhelm Mattes                         | deutscher Volkswirt und Politiker (DVP, GB/BHE), MdL, badischer und hessischer Staatsminister | 60    |       |
| 27. Dezember | Hans Rudolf Oehlhey                    | deutscher Zahnarzt und Pflanzengeograph                                                       | 50    |       |
| 27. Dezember | Mary Engle Pennington                  | US-amerikanische Chemikerin und Bakteriologin                                                 | 80    |       |
| 27. Dezember | Lutz Pistor                            | deutscher Bauingenieur und Hochschullehrer                                                    | 54    |       |
| 27. Dezember | Magdalene Sewing                       | deutsche Politikerin, MdL                                                                     | 54    |       |
| 27. Dezember | Otto zu Windisch-Graetz                | Adliger                                                                                       | 79    |       |
| 27. Dezember | Henri Winkelman                        | niederländischer Offizier, zuletzt General im Zweiten Weltkrieg und Oberbefehlshaber          | 76    |       |
| 28. Dezember | Carlo Agostini                         | Erzbischof und Patriarch von Venedig sowie ernannter Kardinal                                 | 64    |       |
| 28. Dezember | Alexandrine zu Mecklenburg             | Königin von Dänemark und Island                                                               | 73    |       |
| 28. Dezember | Alexander G. Barry                     | US-amerikanischer Politiker                                                                   | 60    |       |
| 28. Dezember | Theodor Deimel                         | tschechischer katholischer Theologe, Patristiker und Heimatforscher                           | 86    |       |
| 28. Dezember | Hermann Gebbers                        | deutscher Landrat                                                                             | 73    |       |
| 28. Dezember | Fletcher Henderson                     | US-amerikanischer Jazz-Pianist, Bandleader und Komponist                                      | 55    |       |
| 28. Dezember | Vagn Ingerslev                         | dänischer Tennisspieler                                                                       | 67    |       |
| 28. Dezember | Rudolf Schwarzmaier                    | deutscher Verwaltungsjurist                                                                   | 66    |       |
| 28. Dezember | Hugo Selter                            | deutscher Hygieniker                                                                          | 74    |       |
| 28. Dezember | Władysław Strzemiński                  | polnischer Maler                                                                              | 59    |       |
| 28. Dezember | Karl Tscherning                        | deutscher Architekt und kommunaler Baubeamter                                                 | 77    |       |
| 28. Dezember | Ernest Wilton                          | britischer Diplomat, Präsident der Regierungskommission des Saargebietes (1923–1926)          | 82    |       |
| 29. Dezember | Servais Etienne                        | belgischer Romanist und Literaturwissenschaftler                                              | 66    |       |
| 29. Dezember | Arnold Federmann                       | deutscher Schriftsteller, Kunst- und Literaturhistoriker                                      | 75    |       |
| 29. Dezember | Rudolph William Schroeder              | US-amerikanischer Pilot                                                                       | 67    |       |
| 29. Dezember | Servais Etienne                        | belgischer Romanist und Literaturwissenschaftler                                              | 66    |       |
| 30. Dezember | Willie Brown                           | US-amerikanischer Blues-Musiker                                                               | 52    |       |
| 30. Dezember | Franz Große-Perdekamp                  | deutscher Pädagoge, Kunsthistoriker und Schriftsteller                                        | 62    |       |
| 30. Dezember | Bleickard von Helmstatt                | deutscher Adeliger                                                                            | 81    |       |
| 30. Dezember | Helmut Just                            | deutscher Volkspolizist, der an der Sektorengrenze erschossen wurde                           | 19    |       |
| 30. Dezember | Walter Lantzsch                        | deutscher Schauspieler                                                                        | 64    |       |
| 30. Dezember | Nakayama Shimpei                       | japanischer Liederkomponist                                                                   | 65    |       |
| 30. Dezember | Wilhelm Vöge                           | deutscher Kunsthistoriker                                                                     | 84    |       |
| 31. Dezember | Heinrich Frick                         | deutscher Theologe                                                                            | 59    |       |
| 31. Dezember | Friedrich Landfried                    | deutscher Offizier, Verwaltungsjurist und Ministerialbeamter                                  | 68    |       |
| Dezember     | Montéhus                               | französischer Autor und Sänger                                                                | 80    |       |